# اتفاقية التأهيل المهني والعمالة (المعوقون) 1983
اتفاقية التأهيل المهني والعمالة (المعوقون) 1983 هي اتفاقية تابعة لمنظمة العمل الدولية.
تم تأسيسها في عام 1983 مع ديباجة تفيد: